# Cimetière de Mount Hope (Bangor, Maine)
Pour les articles homonymes, voir Cimetière de Mount Hope.
Le cimetière de Mount Hope à Bangor, dans le Maine, est le deuxième plus ancien cimetière paysager aux États-Unis. Il est conçu par l'architecte Charles G. Bryant en 1834 et construit par la société d'horticulture de Bangor peu de temps après l'année même où Bangor est incorporée comme une ville. Le cimetière est sur le modèle du cimetière de Mount Auburn (1831) de Boston dans le Massachusetts. Bangor est à l'époque une ville frontière en expansion, et beaucoup de son architecture et de son aménagement paysager sont calqués sur ceux de Boston[réf. nécessaire]. Le site est répertorié sur le Registre national des lieux historiques.
Acheté en juillet 1834, le terrain se compose de 50 acres (20 ha) du lot 27, qui est situé le long de la State Street — à l'époque connue sous le nom de County Road et, plus tard, la « route d'Orono » — et le fleuve Penobscot. Il ne comprend pas toute la colline centrale du cimetière ; au lieu de cela, il coupe à travers la crête de la colline et croise ce qui va devenir plus tard la Mount Hope Avenue. Le terrain fait environ 600 pieds par 3 300 pieds (200 mètres par 1 010 mètres) avec le côté le plus long s'étendant du nord au sud le long de la State Street. Environ 12 hectares sont mis de côté pour l'horticulture, et le reste du terrain doit être utilisé comme cimetière.
C'est le lieu de sépulture préféré pour l'élite de Bangor du XIXe siècle et du début du XXe siècle. Le cimetière comprend les sépultures d'Hannibal Hamlin, un vice-président des États-Unis, qui a également été membre du Congrès, sénateur et gouverneur du Maine, un sénateur des États-Unis, dix membres du Congrès des États-Unis, deux ambassadeurs des États-Unis, quatre gouverneurs du Maine, huit généraux de la guerre de Sécession et de nombreux « barons du bois » et autres hommes d'affaires locaux et des politiciens[réf. nécessaire]. Les acteurs Richard Golden et Ralph Sipperly y sont également enterrés.

## Représentation dans d'autres médias
Le film Simetierre a été filmé dans le cimetière de Mount Hope.